# Roland (standbeeld)

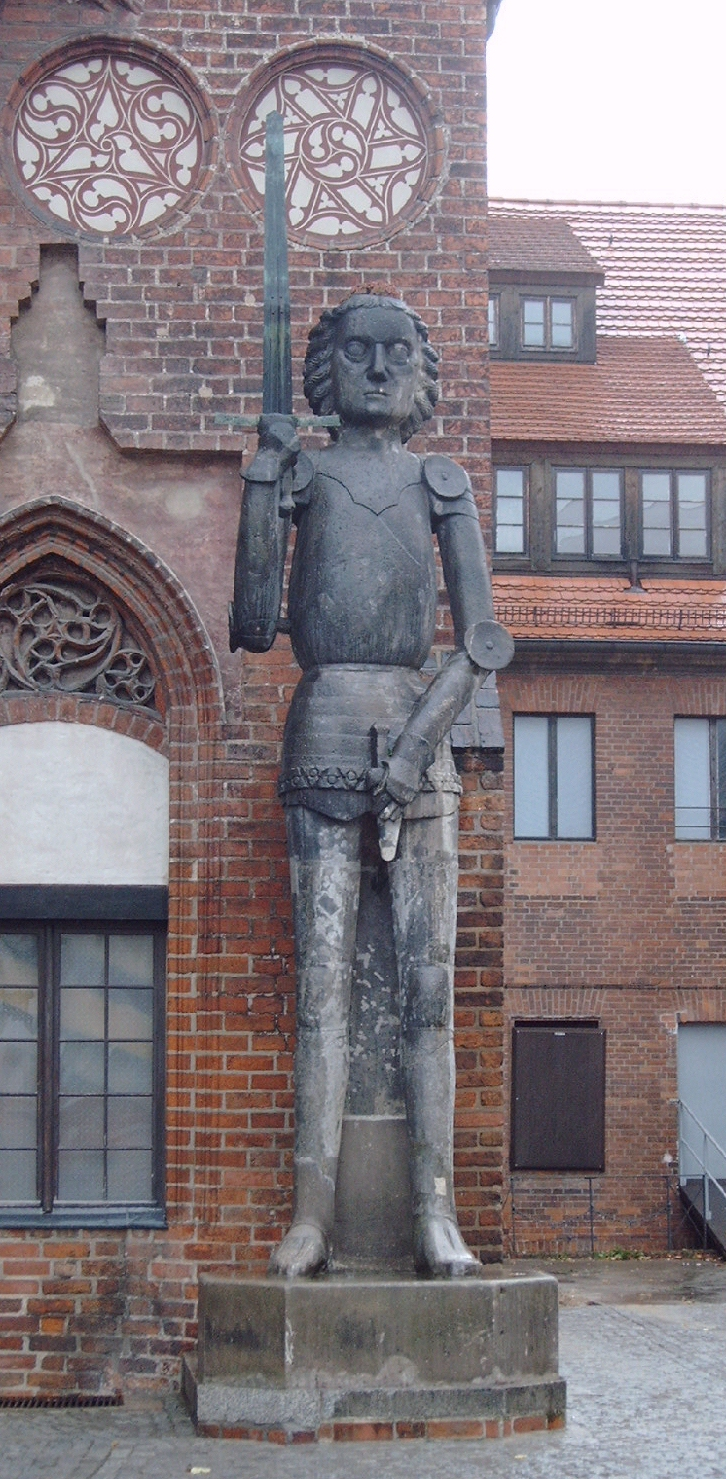
Rolandstandbeeld in Brandenburg an der Havel (1474)

Roland is de aanduiding voor standbeelden van een ridderfiguur met zwaard, die vooral in Duitse steden voorkomen. Het standbeeld staat symbool voor de vrijheid van de burgers in de stad. De meeste standbeelden vinden hun oorsprong in de Middeleeuwen, hoewel veel nog bewaard gebleven beelden uit de zestiende en zeventiende eeuw dateren. In steden als Leipzig en Hannover werd zelfs in de twintigste eeuw nog een Roland geplaatst.
De naam Roland is waarschijnlijk geïnspireerd door de ridder Roland uit het Roelantslied, die in de Middeleeuwen een volksheld was. De bekendste Roland is het Rolandstandbeeld van Bremen, dat behoort tot het werelderfgoed van de UNESCO.
In Nederland zijn twee Rolandstandbeelden geweest, namelijk in Amsterdam (1520; 1774 verwijderd) en in het verdwenen West-Friese dorp Burghorn (vermelding uit 1505). Aangezien de Amsterdamse Roland op de gevel van een woonhuis stond en Burghorn nooit meer dan een gehucht is geworden is het echter de vraag of zij ooit dezelfde status hadden als de standbeelden in de Duitse steden.

## Voetnoten
1. ↑   Verslag van lezing door Johan Huizinga in Jaarboek van de Maatschappij der Nederlandsche Letterkunde 1907, 121-122. (uit DBNL)